# NGC 3794
NGC 3794 (NGC 3804) é uma galáxia espiral barrada (SBc) localizada na direcção da constelação de Ursa Major. Possui uma declinação de +56° 12' 06" e uma ascensão recta de 11 horas, 40 minutos e 54,0 segundos.
A galáxia NGC 3794 foi descoberta em 14 de Abril de 1789 por William Herschel.